# Mark Geller
Markham Judah Geller (* 2. Januar 1949 in Corpus Christi, Texas) ist ein US-amerikanischer Altorientalist.

## Leben
Er absolvierte sein erstes Studium an der Princeton University in Classics (BA 1970 A Study of Pseudo-Philo's Liber Antiquitatum Biblicarum), von dem ein Jahr an der Hebräischen Universität Jerusalem verbracht wurde. Er promovierte 1973 an der Brandeis University in Mediterranean Studies, wo er in mehrere semitische Sprachen eingeführt wurde, darunter Aramäisch, Akkadisch, Ugaritisch und Arabisch, und schrieb seine Dissertation zum Thema aramäische Zauberschalen in Bezug auf rabbinische Texte. Er ist Jewish Chronicle Professor of Jewish Studies am University College London. 2019 wurde er mit einer Ehrenpromotion der Universität Sofia ausgezeichnet.
Verheiratet ist er mit der Slavistin und Kulturwissenschaftlerin Prof. Florentina Geller (* 1956 in Sandanski).

## Schriften (Auswahl)
- Forerunners to Udug-hul. Sumerian exorcistic incantations. Wiesbaden 1985. ISBN 3-515-04403-5.
- Renal and Rectal Disease Texts. Berlin 2005, ISBN 3-11-017964-4.
- Evil demons. Canonical Utukku-Lemnutu incantations. Helsinki 2007. ISBN 952-10-1331-1.
- Ancient Babylonian medicine. Theory and practice. Chichester 2010, ISBN 1-4051-2652-3.
- Melothesia in Babylonia. Medicine, magic, and astrology in the ancient near east. Berlin 2014, ISBN 978-1-61451-775-7.